# Cmentarz w Nowej Rudzie
Cmentarz w Nowej Rudzie – cmentarz komunalny w Nowej Rudzie.

## Historia
Utworzenie cmentarza na wzgórzu (niem. Haumberg związane było z powstaniem parafii katolickiej w dolnej części miasta. W XVIII w. cmentarz był obszarowo mały i znajdowała się na nim kostnica. Jego rola zwiększyła się od 1818 r., kiedy zakazano pochówku w rejonie zamku Stillfriedów. Od tego roku mógł też pełnić symultanicznie funkcję cmentarza dla protestantów. Na cmentarzu znajduje się kaplica a w budynku bramnym ze sklepionym wnętrzem rzeźba Piety. Do ciekawszych obiektów należą: pomnik 186(7) górników, którzy zginęli 10 maja 1941 r., pomnik 13 ofiar zajść z 1923 r., obelisk poświęcony ofiarom w wojny prusko-austriackiej w 1866 r., obelisk poświęcony żołnierzom poległym w czasie I wojny światowej, grobowce rodzin Rose i Nave postawione według projektów prof. Ernsta Segera z 1908 r., neogotycka kaplica cmentarna.

## Pochowani, m.in.
- Michał Białowąs (1894-1965) – ks. dr, dziekan w Nowej Rudzie
- Władysław Brzozowski (1895-1990)[2] – ppłk
- Zdzisław Henryk Czerw (1941-2004) - naczelnik Nowej Rudy
- Helena Grzegorczyk (1918–1985) – Sprawiedliwa wśród Narodów Świata
- Władysław Grzegorczyk (1905–1981) – Sprawiedliwy wśród Narodów Świata
- Józef Haak (1961-2012) - ks. dr, prałat
- Beata Jaroszewska-Szczendzina (1969-2012) - poetka, nauczycielka
- Zygmunt Krukowski (1951-2013) – poeta
- Jerzy Lamorski (1950-2012) – muzyk
- Elżbieta Lachowska (1896-1971) – ppor. rezerwy
- Kazimierz Lachowski (1899-1992) – uczestnik wojen 1918-20, 1939
- Bolesław  Lachowski (1923-1943) – zginął w walce z okupantem
- Henryk Opała (1922-2012) – ppor., więzień straflagru
- Zdzisław Ostapiuk (1928-1992) – ks. prałat, dziekan w Nowej Rudzie
- Bolesław Sinicki (1896-1967) – górnik, poseł na Sejm PRL
- Jadwiga Zofia Szostakiewicz (1894–1970) – Sprawiedliwa wśród Narodów Świata
- Janina Teresa Szostakiewicz (1925–2004) – Sprawiedliwa wśród Narodów Świata

Kwatera górnicza
- H. Diner
- E. Effenberger
- P. Feige
- B. Gotsche
- J. Gruger
- R. Hanel
- A. Heisler
- P. Hedren
- P. Herden
- J. Heusler
- Friedrich Herzig
- Franz Herzig
- P. Herzig
- H. Hubner
- F. Katzer
- R. Klapper
- E. Kristen
- E. Maiwald
- P. Mitschke
- P. Nentwig
- J. Olbrich
- W. Olbrich
- H. Patzelt
- M. Pfitzner
- H. Rakus
- B. Schatz
- S. Schindler
- A. Schnabel
- P. Schoneich
- H. Seipel
- M. Sindermann
- A. Stiller
- F. Ueberall
- R. Weber
- A. Wittig
- P. Veith
- A. Zahlten